# Badger (groupe)
Pour les articles homonymes, voir Badger.
Badger est un groupe de rock progressif britannique, actif de 1972 à 1974 qui a été formé par le claviériste Tony Kaye après son départ de Yes, avec le bassiste et chanteur David Foster, anciennement des Warriors, groupe avec lequel chantait Jon Anderson.

## Histoire

### Formation du groupe
David Foster a été bassiste avec le groupe The Warriors avec Jon Anderson avant qu'il ne forme le groupe Yes. Foster a ensuite collaboré avec Yes sur leur deuxième album Time and a Word (1970). Kaye quant à lui travaillé sur un projet solo de Foster qui n'a jamais été publié. Tony et David ont ensuite trouvé le batteur Roy Dyke, anciennement de Ashton, Gardner and Dyke, et ce dernier a suggéré le guitariste et chanteur Brian Parrish, anciennement de Parrish & Gurvitz, qui est devenu plus tard Frampton's Camel. Le nouveau groupe commence à répéter en septembre 1972 et signe avec Atlantic Records.

### One Live Badger
Le premier album de Badger est l'album live One Live Badger, produit par Jon Anderson et Geoffrey Haslam,, qui a été tiré d'une première partie de Yes au Rainbow Theatre de Londres. Cinq des chansons ont été écrites par l'ensemble du groupe, avec une sixième par Parrish (initialement écrite pour Parrish et Gurvitz). La pochette a été réalisée par Roger Dean, l'artiste responsable de nombreuses pochettes d'albums de Yes, bien que Kaye ait quitté Yes avant leur partenariat avec Roger Dean. Ce qui est étrange concernant ce premier album est que Kaye y joue le synthétiseur Minimoog et le Mellotron, deux instruments qu'il se refusait systématiquement de jouer alors qu'il faisait encore partie de Yes et qui lui a valu son congédiement d'ailleurs.

## Membres

### One live Badger
- Tony Kaye ; orgue Hammond, piano, Minimoog, Mellotron
- Brian Parrish : Guitare
- David Foster : Basse
- Roy Dyke ; Batterie

### White Lady et nouvelle direction musicale pour le groupe
En 1974, le groupe avait été réduit à Kaye et Dyke. Ils recrutent le bassiste Kim Gardner, qui avait travaillé avec Dyke dans Ashton, Gardner and Dyke. Paul Pilnick, anciennement de Stealers Wheel, s'est joint à la guitare, tout comme le chanteur Jackie Lomax. Sa présence dans le groupe a fait basculer vers un style plutôt RnB/soul qu'il avait utilisé sur ses albums solo. Le groupe est devenu un véhicule pour les chansons et le style de Lomax. Durant cette période, ils sortent un album, White Lady, sur Epic Records, produit par Allen Toussaint, dans La Nouvelle-Orléans. Les dix chansons ont été écrites ou coécrites par Lomax. Les invités sur l'album comprenaient Jeff Beck (sur un solo de guitare sur la chanson titre). Cependant, avant la sortie de l'album, le groupe se scinde en deux factions, Lomax et Gardner dirigeant un groupe éphémère appelé White Lady, avant que Lomax ne reprenne une carrière solo.
White Lady n/b Don't Pull the Trigger est sorti en tant que single en mai 1974.
- Tony Kaye — orgue Hammond, piano, Minimoog, Mellotron
- Jackie Lomax — chant, guitare rythmique
- Paul Pilnick — guitare solo
- Kim Gardner — basse
- Roy Dyke — batterie

### Musiciens supplémentaires
- Jeff Beck — guitare solo sur White Lady
- Barry Bailey : guitare slide sur Don't Pull the Trigger, White Lady, Be With You et Lord Who Give Me Life
- Allen Toussaint — cors, congas, piano, orgue, chœurs
- Carl Blouin — saxophone baryton, flûte
- Alvin Thomas — saxophone ténor
- Lester Caliste — trompette
- John Lango — trombone
- Joan Harmon, Mercedes Davis, Teresipa Henry — chœurs
- Jessie Smith et Bobby Montgomery — chœurs sur Everybody Nobody et One More Dream to Hold